# Jos Vinks
Adrianus Josephus (Jos) Vinks (Kalmthout Nieuwmoer, 8 november 1920 - Brasschaat, 14 december 2000) was een Vlaams schrijver en publicist.

## Levensloop
Jos Vinks haalde zijn onderwijzersdiploma aan de Katholieke Normaalschool te Antwerpen. Hij volgde avondcursussen en volkshogeschool in talen en literatuurgeschiedenis. Na de Tweede Wereldoorlog kreeg hij wegens collaboratie een beroepsverbod als onderwijzer, en door het verlies van zijn burgerrechten ook een verbod tot publiceren. Hij bekwam later eerherstel, maar publiceerde ondertussen wel onder pseudoniemen, zoals  Rosa Bosmans, de naam van zijn echtgenote (die echter ook meerdere bijdragen onder die naam zelf schreef), Frans Embregts, de familienaam van zijn moeder, Herman van Essen, het dorp van zijn jeugd, Leo Saerens, Jan Mariën, Koen Verdonck, en zijn meest bekende pseudoniem, Jos Dierickx. Zijn eerste grote werk onder eigen naam was een monumentale biografie van August Borms, in 1974.
Jos Vinks werkte mee aan een aantal tijdschriften, onder andere als redacteur van 't Pallieterke, van de Gazet van Antwerpen, en van het blad Storm van het Vlaams Nationaal Jeugdverbond.  Verder als hoofdredacteur van het maandblad Dietsland Europa van de vereniging Were Di en van het ledenblad Wij. Vlaams Nationaal van de Volksunie. Begin de jaren 1980 was hij nog hoofdredacteur van West magazine, een blad dat gefinancierd werd door de familie Heerema, en dat na zijn terugtreden, na het overlijden van zijn echtgenote, werd verder gezet als Topics magazine. Na genoemd overlijden verschenen van hem een tiental jaren lang vooral gedichtenbundels.
In 1976 was Jos Vinks medestichter van de Vereniging van Vlaams-Nationale Auteurs, en in 1992 van het Jet Jorssen Genootschap. Hij voerde verder een uitgebreide internationale briefwisseling, waarvan het archief bewaard wordt door het Letterenhuis.

### Biografieën
- Borms, Jos Vinks, 1974, 311 blz., uitgeverij De Roerdomp, Brecht.
- Cyriel Verschaeve, de Vlaming, Jos Vinks, 1977, 380 blz., uitgeverij De Roerdomp, Brecht, bekroond door de Vereniging van Vlaams-Nationale Auteurs.
- De memoires van Turcksin, Jos Vinks, 1998, 303 blz., uitgeverij De Krijger, Erpe.
- De dood van een dienstweigeraar - Berten Fermont 1911-1933, Jos Vinks, 2001 - 143 blz.. uitgave in eigen beheer: Ekeren, Jenny Posmiers
- Jozef Weinheber (4 vol.), Jos Vinks, 2001, uitgeverij Willy Cobbaut, Baardegem

### Poëzie
- Lied der herinnering, Jos Vinks, 1953 (bekroond, De Bladen voor de Poëzie, Lier)
- Lied der vrijheid, Jos Vinks, 1957 (bekroond, De Bladen voor de Poëzie, Lier)
- In Memoriam – Rosae, aeternae carissimae meae, Jos Vinks, 1983, uitgegeven door de Vereniging van Vlaams-Nationale Auteurs
- Verzamelde gedichten, Jos Vinks, 1984, Uitgeverij De Roerdomp, Brecht
- Dit broos geluid, elegische verzen, Jos Vinks, 1985, bibliofiele uitgave met 7 pentekeningen van Frank-Ivo Van Damme
- Verzamelde gedichten 1984-1990, Jos Vinks, 1990, eigen uitgave
- Gedichten voor Jennie, Jos Vinks, 1994, eigen uitgave

### Brochures
- Dr. Borms, Jos Dierickx met voorwoord van Karel Dillen, 1966, 36 blz., uitgave van Were Di, Antwerpen
- Coucke, Goethals, Jos Dierickx, 1967, uitgave van Were Di, Antwerpen
- Wapen en woord, Jos Dierickx, 1967, 47 blz., uitgave van Were Di, Borgerhout
- Wies Moens 70, Wies Moens, Angela Dosfel, Jos Dierickx, 1967, uitgave van Were Di, Antwerpen
- Studentenrevolte, Vik van Brantegem, Jef Vercauteren, Jos Dierickx, 1969, uitgave van Were Di, Antwerpen
- Der Nationalismus in Flandern, Jos Dierickx, Roeland Raes, 1973, uitgave van Were Di, Antwerpen
- Nationalisme en Flandre, Jos Dierickx, uitgave van Were Di, Antwerpen
- Síntesis histórica del movimiento flamenco, Jos Dierickx, 1973, uitgave van Were Di
- Nationalism in Flanders : a historical survey, Jos Dierickx, 1975, uitgave van Were Di, Antwerpen
- Nationalisme in Vlaanderen, Jos Vinks, 1976, 48 blz., uitgave van Were Di, Antwerpen (bekroond, prijs Vlaanderen in het Buitenland van de Vlaamse Toeristenbond)
- Rodenbach, door Jos Vinks, 1980, 24 blz., uitgave van Were Di, Antwerpen
- Er ligt een staat te sterven: het woord der dichters als wapen tegen een onvolkse staat, samengesteld door Jos Vinks, 1980, 48 blz., uitgave van de Vereniging van Vlaams-Nationale Auteurs, Aalst
- Pacifisme, weerbaarheid, Jos Vinks, 1981, 30 blz., uitgave van Were Di, Antwerpen
- Rassisme?, Jos Vinks, Bert van Boghout, 1982, 32 blz., uitgave van Were Di, Merksem
- Prudens en Florimond van Duyse, Jos Vinks, 1984, 24 blz., uitgave van Vlaamse Toeristenbond, Antwerpen
- C. Verschaeve, opstellen in ballingschap, inleiding door Jos Dierickx, 1985, 99 blz., uitgave van Were Di, Merksem
- Vlaamse Beweging wat is dat?, Jos Vinks, 1985, uitgave van Oranjejeugd, Malle
- Die Sprache Afrikaans, Jos Vinks, 1987, uitgave in de reeks Junges Forum van het Verlag Deutsch-Europäischer Studien GMBH, Hamburg
- Jean-Marie Gantois, Jos Vinks, 1988, 34 blz., uitgave van de Vereniging van Vlaams-Nationale auteurs
- Vlaamse Profielen, Jos Vinks, 1989, 104 blz., uitgave van Were Di, Antwerpen

### Andere
- Der Nationalismus in Flandern: Geschichte u. Idee, Jos Vinks, 1978, 117 blz., Arndt-Verlag, Kiel.
- Van repressie tot Egmont: 35 jaar Vlaamse strijd, Jos Vinks, 1980, 227 blz., uitgeverij De Roerdomp, Brecht.